# Spřáhlo SA-3

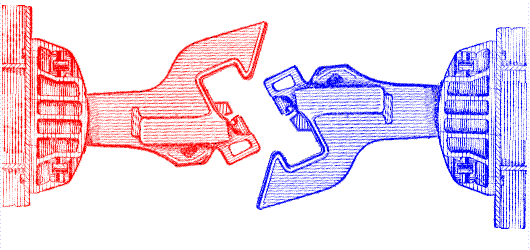
Schema spřáhel SA-3

Spřáhlo SA-3 (rusky Автосцепка СА-3) je poloautomatické centrální spřáhlo, které je rozšířené zejména v zemích bývalého Sovětského svazu, ve Finsku, v Iráku, Mongolsku a na rudné dráze (Malmbanan) Luleå–Kiruna–Narvik v severní Skandinávii, kde hmotnost vlaků dalece přesahuje oblast použití standardních šroubovek.

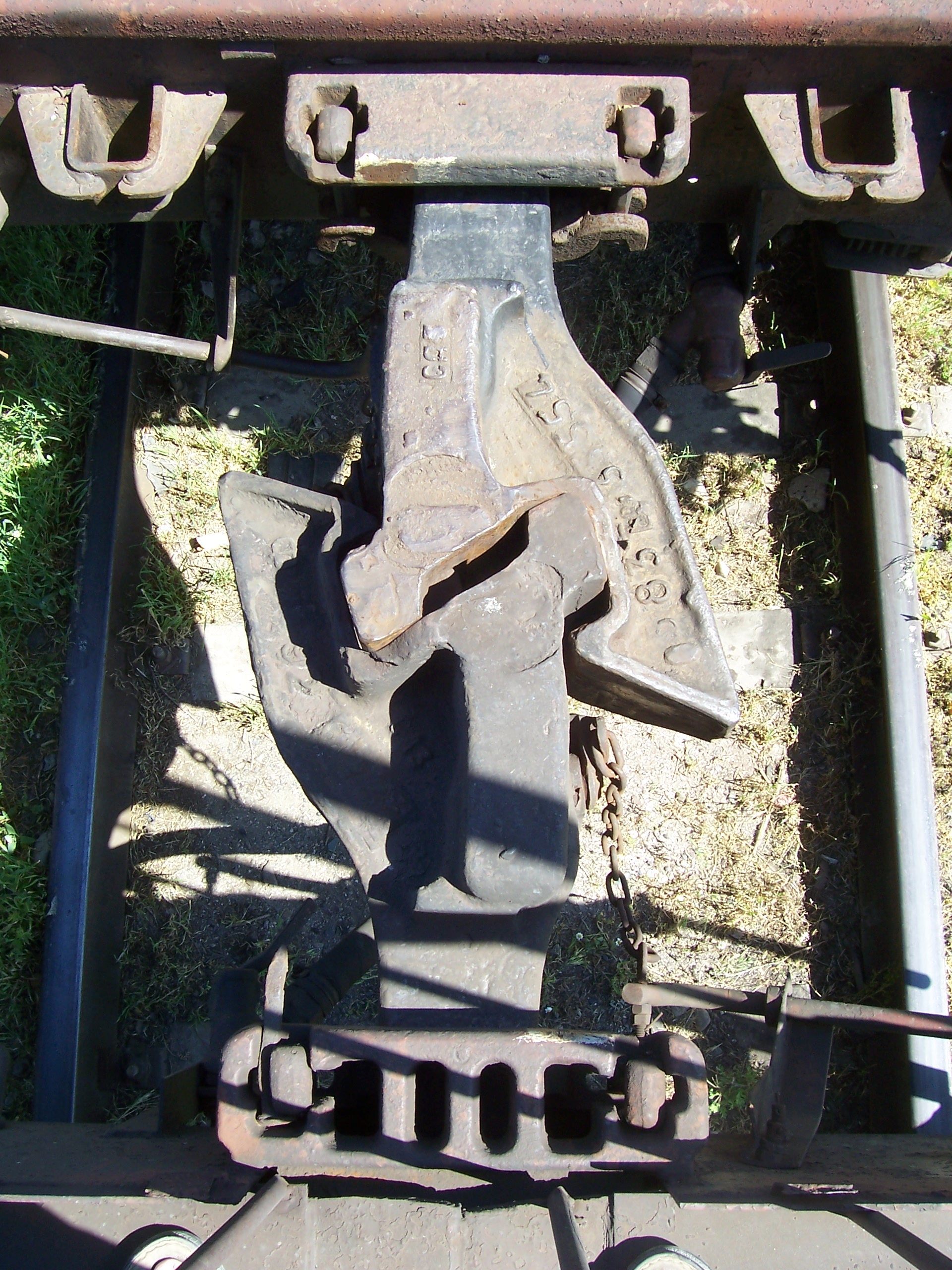
Spojení spřáhel SA-3

## Vývoj
V roce 1898 bylo povinně na všech železnicích ve Spojených státech zavedeno samočinné spřáhlo Janney. Ve stejném roce se objevila první úvaha o zavedení samočinných spřáhel v Rusku – na 20. poradním sboru představitelů ruských železnic. Americké spřáhlo Janney se nezdálo pro některé své nedostatky vhodné a domácí konstrukce nebyla žádná, otázka zavedení samočinného spřáhla tak byla odložena na neurčito.
V roce 1928 ustanovila UIC (založená 1922) pracovní skupinu pro vývoj samočinného spřáhla. Jelikož práce nikdy nepřekročily fázi definování základních požadavků, které postupně narůstaly do nereálné výše, rozhodl se Sovětský svaz pro samostatný krok. Po zhodnocení německých zkušeností se samočinným spřáhlem Scharfenberg na uhelných vlacích, kde bylo shledáno z hlediska zatížitelnosti a odolnosti proti povětrnostním vlivům jako nevyhovující, rozhodl se Sovětský svaz pro použití koncepce velmi robustního amerického spřáhla Willison z roku 1916. Spřáhlo zkonstruoval roku 1932 kolektiv konstruktérů Moskevského opravárenského závodu pro vozy pod vedením V. F. Jegorčenka.
Poté, co v roce 1933 byla přijata koncepce zavedení samočinných spřáhel, započala v roce 1935 realizace. Druhá světová válka však práce přerušila, takže přechod na automatická spřáhla byl dokončen až roku 1953.
Budoucí jednotné evropské spřáhlo by mělo vycházet z typu SA-3 rozšířeného o vzduchové a elektrické propojení. Jeho zavedení se stále odkládá z důvodu malého zájmu evropských železnic.